# انجمن ایمونولوژی و آلرژی ایران
انجمن ایمونولوژی و آلرژی ایران یک انجمن علمی در حوزه علوم آزمایشگاهی و آلرژی است که در تاریخ ۷ آبان ۱۳۷۰ بر اساس مصوبه شورای عالی انقلاب فرهنگی تأسیس گردید.
این انجمن به صورت دوره ای سالانه کنگره بین‌المللی ایمونولوژی و آلرژی را برگزار می‌نماید.
این انجمن از کمیته‌های مختلفی همچون کمیته جوانان و اشتغال، آموزش، بین‌الملل، همایش‌ها، انتشارات، آزمایشگاه، روابط عمومی و اطلاع‌رسانی، جذب منابع و کمیته بالینی تشکیل گردیده‌است. عضویت در انجمن شامل عضویت‌های پیوسته، وابسته و افتخاری می‌باشد.
همایش انجمن ایمونولوژی و آلرژی ایران از طریق ویدئوکنفرانس با دانشگاه‌های مختلف در دانشکده پزشکی دانشگاه علوم پزشکی جندی‌شاپور برگزار گردید
انجمن ایمونولوژی و آلرژی ایران یکی از انجمن‌هایی است که در تأسیس جامعه علمی آزمایشگاهیان ایران مشارکت داشته‌است.